# Nikolai Nikolajewitsch Kruglow

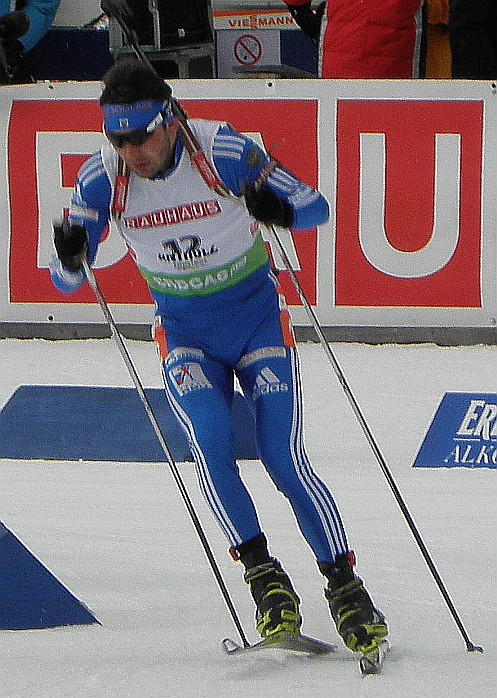
Nikolai Kruglow 2010 in Antholz

Nikolai Nikolajewitsch Kruglow (russisch Николай Николаевич Круглов; * 8. April 1981 in Gorki) ist ein ehemaliger russischer Biathlet und Sohn des gleichnamigen erfolgreichen Biathleten Nikolai Kruglow.
Seine bisherigen Erfolge errang Nikolai Kruglow allesamt mit russischen Staffeln: Er ist zweifacher Weltmeister bei den Mixed-Staffel-Weltmeisterschaften, außerdem gewann er je einmal Silber bei den Olympischen Winterspielen 2006 und den Biathlon-Weltmeisterschaften 2005. 2007 wurde er Weltmeister mit der russischen Herrenstaffel. 2008 konnte Kruglow erneut mit der russischen Herrenstaffel Gold gewinnen und zusätzlich sich mit der russischen Mixed-Staffel Bronze sichern.
Im Biathlon-Weltcup gelangen Kruglow drei Siege. In der Saison 2004/05 gewann er mit der Verfolgung in Pokljuka sein erstes Weltcuprennen. Zwei weitere Siege errang der Russe in der Saison 2006/07, als er in Oberhof den Sprint sowie die darauf aufbauende  Verfolgung gewann. 
Nikolai Kruglow nahm an den Olympischen Winterspielen 2010 in Vancouver teil. Er startete im Einzel und belegte den 11. Platz.
Nach dem Ende der Saison 2009/2010 gab er seinen Rücktritt bekannt, ließ aber eine spätere aktive Rückkehr in den Biathlonsport offen.

## Erfolge
- Olympische Winterspiele:
  - 2006: 1× Silber (Staffel)

- Weltmeisterschaften:
  - 2005: 1× Gold (Mixed-Staffel), 1× Silber (Staffel)
  - 2006: 1× Gold (Mixed-Staffel)
  - 2007: 1× Gold (Staffel)
  - 2008: 1× Gold (Staffel), 1× Bronze (Mixed-Staffel)

- Weltcupsiege:
  - 3 (Stand: 6. Januar 2007)

- Biathlon-Weltcup-Platzierungen

Die Tabelle zeigt alle Platzierungen (je nach Austragungsjahr einschließlich Olympische Spiele und Weltmeisterschaften).
- 1.–3. Platz: Anzahl der Podiumsplatzierungen
- Top 10: Anzahl der Platzierungen unter den ersten zehn (einschließlich Podium)
- Punkteränge: Anzahl der Platzierungen innerhalb der Punkteränge (einschließlich Podium und Top 10)
- Starts: Anzahl gelaufener Rennen in der jeweiligen Disziplin

| Platzierung | Einzel | Sprint | Verfolgung | Massenstart | Staffel | Gesamt |
| ----------- | ------ | ------ | ---------- | ----------- | ------- | ------ |
| 1. Platz    |        | 1      | 2          |             | 7       | 10     |
| 2. Platz    |        | 3      | 4          | 2           | 13      | 22     |
| 3. Platz    | 1      |        | 1          |             | 3       | 5      |
| Top 10      | 5      | 20     | 20         | 8           | 29      | 82     |
| Punkteränge | 16     | 51     | 39         | 24          | 30      | 160    |
| Starts      | 24     | 69     | 50         | 24          | 32      | 199    |